# 格倫維爾 (明尼蘇達州)
格倫維爾（英語：Glenville）是一個位於美國明尼蘇達州弗里伯恩縣的城市。

## 人口
根據2020年美國人口普查的數據，格倫維爾的面積為2.88平方千米，當中陸地面積為2.73平方千米，而水域面積為0.15平方千米。當地共有人口568人，而人口密度為每平方千米197人。